# К-18 «Карелія»

Схематичне зображення радянського підводного човна проєкту 667БДРМ «Дельфін»

| К-18 «Карелія» | К-18 «Карелія» | К-18 «Карелія» |
| --- | --- | --- |
| К-18 «Карелия» | | |
| | | |
| Російський атомний підводний човен К-18 «Карелія» на ВМБ. 28 квітня 2015                                                             | | |
| Верф | завод № 402, Сєверодвінськ | завод № 402, Сєверодвінськ |
| Під прапором | СРСР Росія | СРСР Росія |
| Належність | Військово-морський флот СРСР · Військово-морські сили Російської Федерації                                                                   | Військово-морський флот СРСР · Військово-морські сили Російської Федерації                                                                   |
| Порт приписки | Оленья Губа, Гаджієво | Оленья Губа, Гаджієво |
| На честь | Карелія | Карелія |
| Закладений | 7 лютого 1986 | 7 лютого 1986 |
| Спуск на воду | 2 лютого 1989 | 2 лютого 1989 |
| Введений до складу флоту | 10 жовтня 1989 | 10 жовтня 1989 |
| Перейменований | 18 вересня 1996 року присвоєне найменування «Карелія»                                                                                        | 18 вересня 1996 року присвоєне найменування «Карелія»                                                                                        |
| На службі | 1989–по т.ч. | 1989–по т.ч. |
| Бойовий досвід | Холодна війна | Холодна війна |
| Проєкт | | |
| Тип ПЧ | атомний підводний човен з балістичними ракетами                                                                                              | атомний підводний човен з балістичними ракетами                                                                                              |
| Розробник проєкту | ЦКБМТ «Рубін» | ЦКБМТ «Рубін» |
| Головний конструктор | Ковальов С. М. | Ковальов С. М. |
| Класифікація НАТО | «Delta IV» | «Delta IV» |
| Основні характеристики | | |
| Швидкість (надводна) | 14 вузлів (27 км/год) | 14 вузлів (27 км/год) |
| Швидкість (підводна) | 24 вузли (47 км/год) | 24 вузли (47 км/год) |
| Робоча глибина занурення | 320—400 м | 320—400 м |
| Гранична глибина занурення | 550 м | 550 м |
| Автономність плавання | 80-90 діб | 80-90 діб |
| Екіпаж | 135 осіб | 135 осіб |
| Розміри | | |
| Довжина найбільша (по КВЛ) | 167 м | 167 м |
| Ширина корпусу найб. | 11,7 м | 11,7 м |
| Середня осадка (по КВЛ) | 8,8 м | 8,8 м |
| Водотоннажність надводна | 11 740 т | 11 740 т |
| Водотоннажність підводна | 18 200 т | 18 200 т |
| Силова установка | | |
| Атомна: 2 × два водо-водяних реактори ВМ-4СГ потужністю 90 МВт, дві парові турбіни потужністю 20 000 к.с., 2 ППУ ОК-700А, 2 ГТЗА-635 | | |
| Гвинти | 2 | 2 |
| Потужність | 2 × 90 000 к. с. | 2 × 90 000 к. с. |
| Озброєння | | |
| Торпедно- мінне озброєння | 4 ТА калібру 533-мм (12 торпед САЕТ-60М та 53-65М) ракетний комплекс Д-9РМ з БРПЧ 16 ракет Р-29РМ, Р-29РМУ2 «Синева» або Р-29РМУ2.1 «Лайнер» | 4 ТА калібру 533-мм (12 торпед САЕТ-60М та 53-65М) ракетний комплекс Д-9РМ з БРПЧ 16 ракет Р-29РМ, Р-29РМУ2 «Синева» або Р-29РМУ2.1 «Лайнер» |
| ППО | ЗУР «Ігла-1» (8 шт.) | ЗУР «Ігла-1» (8 шт.) |

К-18 «Карелія» (рос. К-18 «Карелия») — радянський/російський атомний підводний човен проєкту 667БДРМ «Дельфін», який перебуває на озброєнні ВМФ СРСР та ВМФ РФ з 1989 року. Закладений 7 лютого 1986 року на заводі завод № 402 у Сєверодвінську як К-18 під заводським номером 384. 2 лютого 1989 року спущений на воду. 10 жовтня 1989 року включений до складу Північного флоту ВМФ СРСР.

## Історія служби
З 2004 по 2009 рік ПЧ «Карелія» пройшов модернізацію на судноремонтному заводі «Звєздочка» у Сєверодвінську. До підводного човна було додано 100 нових компонентів, у тому числі ракетно-торпедну систему ТВР-671РМ і БРПЧ РСМ-54 «Синева». Інші оновлення включали зменшення шуму, кращі можливості відстеження суден і покращену живучість. Підводний човен випустив понад 14 ракет і подолав понад 140 000 морських миль (260 000 км).
У лютому 2022 року підводний човен брав участь у навчаннях стратегічних ядерних сил «Гром-2022», які проходили в рамках прелюдії до російського вторгнення в Україну. Підводний човен здійснив успішний запуск балістичної ракети «Синева» з позиції в Баренцевому морі.
Станом на 2024 рік АПЧ «Карелія» проходив середній ремонт на ЗРЗ «Звєздочка». Перший вихід на бойову службу після ремонту планується в 2026, ремонт продовжить термін служби корабля до 2038 року.